# Gypogyna
Gypogyna  (лат.) — род аранеоморфных пауков из подсемейства Amycinae в семействе пауков-скакунов (Salticidae), включающий всего один вид Gypogyna forceps Simon, 1900.

## Распространение
Этот вид встречается в Южной Америке, а именно в Парагвае и Аргентине.